# Engelram II van Ponthieu
Engelram II van Ponthieu (overleden te Saint-Aubin-sur-Scie op 25 oktober 1053) was van 1052 tot aan zijn dood graaf van Ponthieu en heer van Aumale. Hij behoorde tot het huis Ponthieu.

## Levensloop
Engelram II was de oudste zoon van graaf Hugo II van Ponthieu en Bertha, dochter en erfgename van heer Gerimfried van Aumale. Na de dood van zijn vader in november 1052 werd Engelram graaf van Ponthieu en heer van Aumale. 
Hij was gehuwd met Adelheid (1026-1090), dochter van hertog Robert de Duivel van Normandië en halfzus van Willem de Veroveraar, een onwettige zoon van Robert de Duivel. Het huwelijk werd in oktober 1049 bij het Concilie van Reims geannuleerd wegens bloedverwantschap. Adelheids oom Willem van Arques was namelijk gehuwd met een zus van Engelram. Uit het huwelijk werden twee kinderen geboren:
- Adelheid , die huwde met graaf Ives III van Beaumont.
- Helissende, die huwde met graaf Hugo II van Saint-Pol.

Engelram II en koning Robert I van Frankrijk steunden Willem van Arques bij de opstand tegen zijn neef Willem de Veroveraar. In oktober 1053 sneuvelde hij in een veldslag nabij Saint-Aubin-sur-Scie. Omdat hij geen nakomelingen had, werd Engelram als graaf van Ponthieu opgevolgd door zijn jongere broer Gwijde I. De heerlijkheid Aumale werd echter geconfisqueerd door Willem de Veroveraar en toegewezen aan zijn gewezen echtgenote Adelheid.